# Psychomorpha epimenis
Psychomorpha epimenis là một loài bướm đêm trong họ Noctuidae.